# Holousy
Holousy (6. pád v Holousích) jsou osada, část obce Třebusice v okrese Kladno ve Středočeském kraji. V roce 2011 zde trvale žilo 36 obyvatel. Nachází se zhruba 6,5 kilometru jihovýchodně od Slaného a jeden kilometr západně od Třebusic v závěru otevřeného údolí občasné vodoteče Třebusického potoka. Tímto údolím do osady vede a zde končí jediná silnička ze Třebusic. Dalšími komunikacemi jsou pouze polní cesty: jedna vede severním směrem přes pláň Rovina (~325 metrů) do Želenic, druhá pěšina směrem jihovýchodně přes návrší Na tříberném ústí na silnici Třebusice – Brandýsek (od Brandýska Holousy v moderní době oddělil hluboký zářez dálnice D7).

## Historie
První písemná zmínka o vesnici pochází z roku 1227 či 1228 (Golovsi) a 1233 (Golouzi) jako majetek svatojiřského kláštera na Pražském hradě. V roce 1288 už ves náležela k jedné z kněžských prebend kostela svatého Jiří, takže zajišťovala obživu pro jednoho ze svatojiřských kanovníků, a to až do husitských válek.
Během novověku tvořily Holousy část obce Brandýsek. Toto spojení narušila teprve výstavba dálnice D7 počátkem osmdesátých let 20. století (tehdy pod označením rychlostní silnice R7) a z toho plynoucí zpřetrhání spádovosti (dosavadní přímá silnička Holousy – Brandýsek byla totiž tehdy bez náhrady rozorána). Po dohodě sousedních obcí tak nakonec s účinností od 1. ledna 2004 došlo k připojení Holous od obce Brandýsek k obci Třebusice a v souvislosti s touto změnou se uskutečnila i nová delimitace katastrů obou obcí, nyní kopírující právě průběh D7.

## Obyvatelstvo
| Rok            | 1869 | 1880 | 1890 | 1900 | 1910 | 1921 | 1930 | 1950 | 1961 | 1970 | 1980 | 1991 | 2001 | 2011 | 2021 |
| -------------- | ---- | ---- | ---- | ---- | ---- | ---- | ---- | ---- | ---- | ---- | ---- | ---- | ---- | ---- | ---- |
| Počet obyvatel | 108  | 85   | 79   | 118  | 104  | 76   | 70   | 44   | 60   | 52   | 34   | 31   | 27   | 36   | 21   |
| Počet domů     | 6    | 6    | 6    | 9    | 9    | 8    | 8    | 8    | 8    | 8    | 9    | 8    | 11   | 10   | 11   |

## Galerie

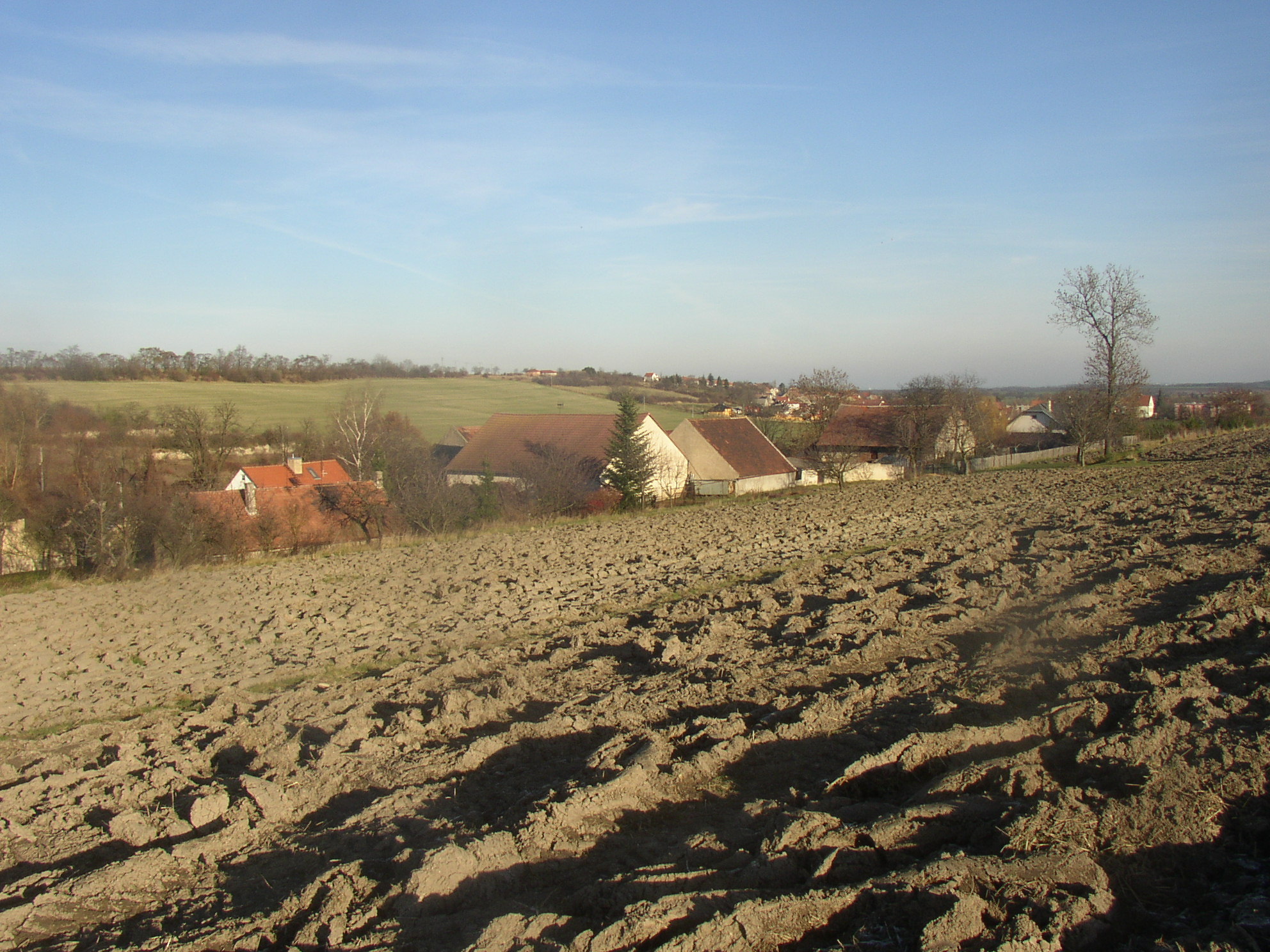
Celkový pohled od jihozápadu
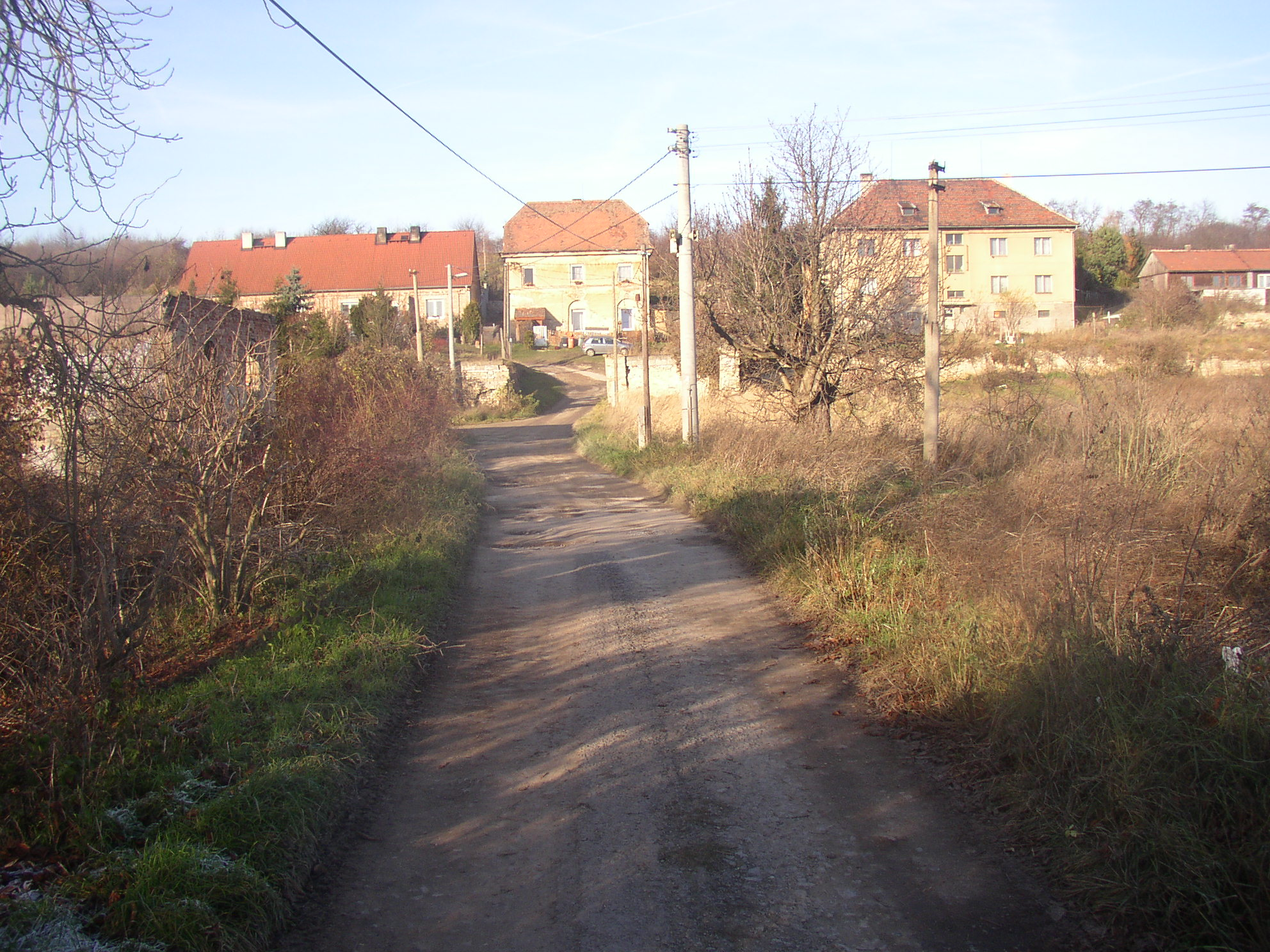
Domy v severní polovině osady, po levé straně údolí
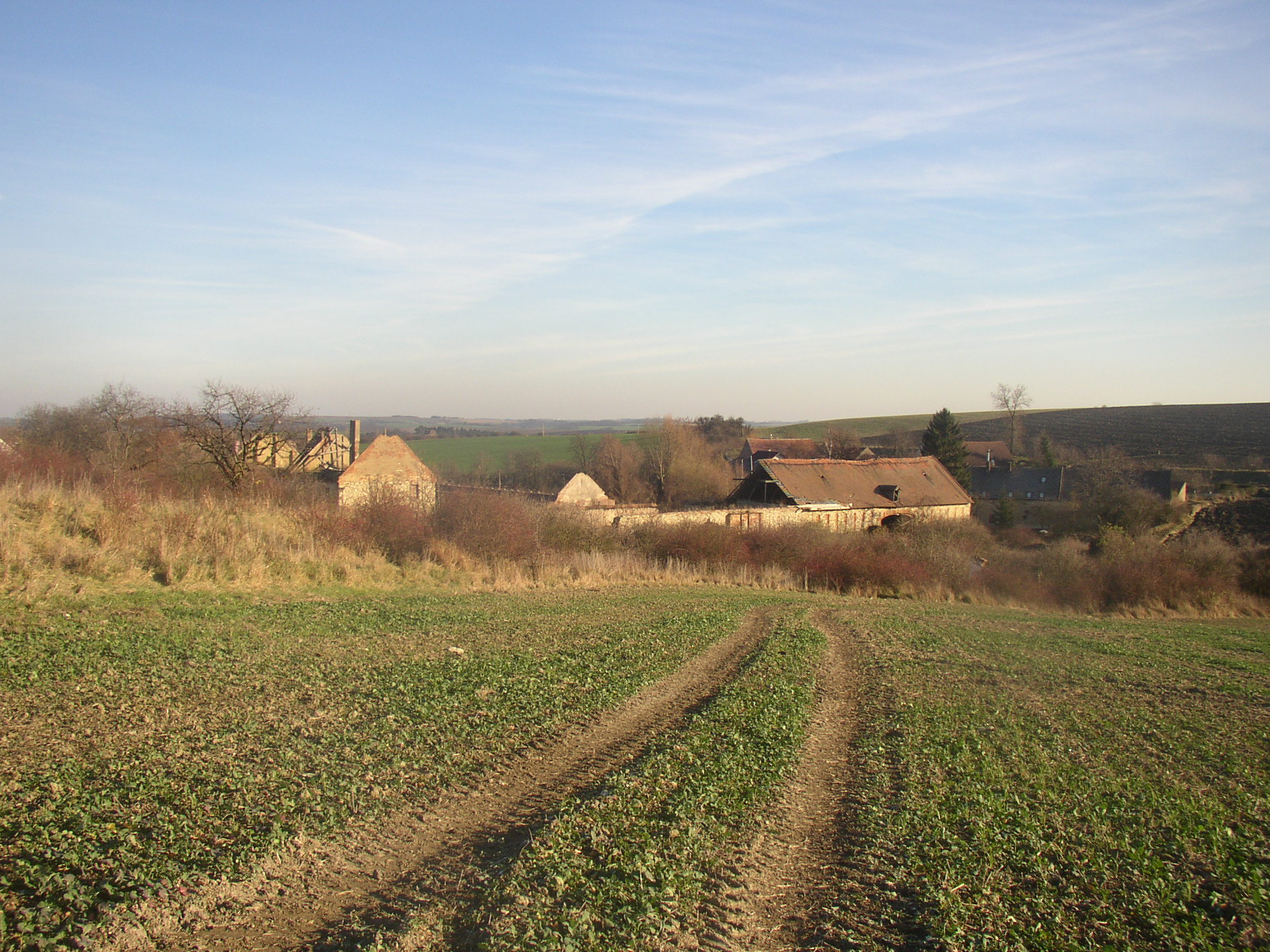
Ruiny statku na západním okraji osady